# Tyholttårnet

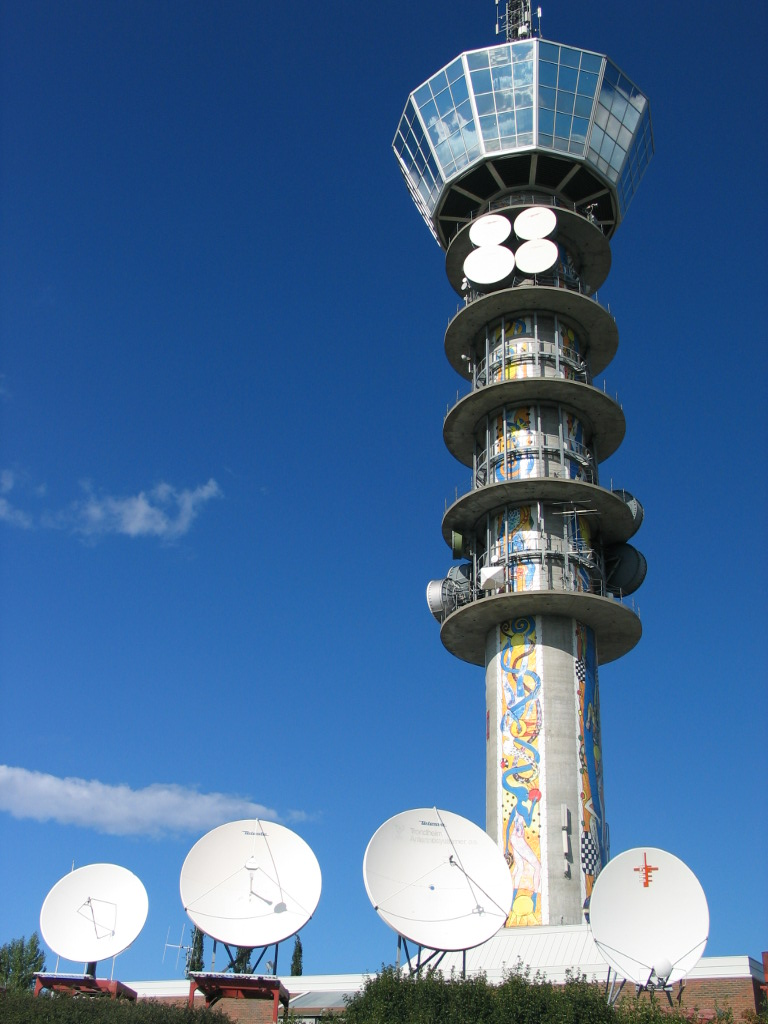
O edifício.

A Torre Tyholt (em norueguês: Tyholttårnet) é uma torre de 124 metros de altura, constituída por uma estrutura de betão com 85 m e uma feita de aço com 45 m. Serve como torre de emissão de rádio, junto a uma plataforma de observação em Trondheim, Noruega. Tyholttårnet foi construída em 1984. A torre conta com um restaurante giratório, a 74 metros de altura, o que representa aproximadamente uma volta completa por hora.